# کاهش رگرسیون

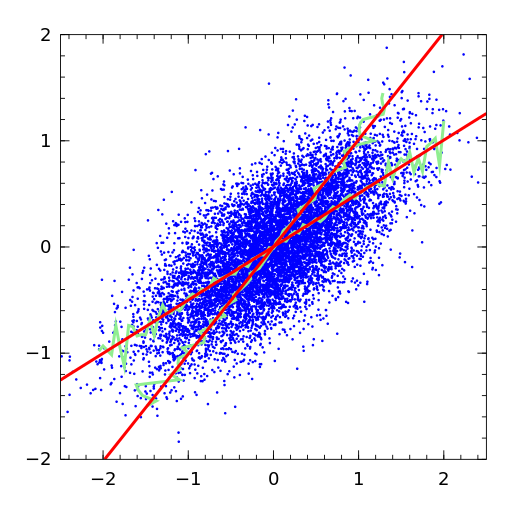
نمودار کاهش رگرسیون (یا سوگیری میرایی) توسط طیفی از برآوردهای رگرسیون در مدل‌های خطا در متغیرها. دو خط رگرسیون (قرمز) محدوده احتمالات رگرسیون خطی را محدود می‌کنند. شیب کم زمانی به دست می‌آید که متغیر مستقل (یا پیش‌بینی‌کننده) روی آبسیسا (محور x) باشد. شیب تندتر زمانی به دست می‌آید که متغیر مستقل روی مستقیم (محور y) باشد. طبق قرارداد، با متغیر مستقل روی محور x، شیب کم‌تر به‌دست می‌آید. خطوط مرجع سبز میانگین‌هایی در سطل‌های دلخواه در امتداد هر محور هستند. توجه داشته باشید که برآوردهای رگرسیون سبز و قرمز تندتر با خطاهای کوچک‌تر در متغیر محور y سازگارتر است.

کاهش رگرسیون که همچنین به عنوان کاستن (رقیق شدن) رگرسیون شناخته می‌شود، (به انگلیسی: Regression dilution) سوگیری شیب رگرسیون خطی به سوی صفر (زیر برآورد قدر مطلق آن)، ناشی از خطاهای متغیر مستقل است.